# かつら枝代
かつら 枝代（かつら しよ、1946年（昭和21年） -  ）は、上方落語の三味線囃子方。本名は前田（旧姓・前山）志代子。2代目桂枝雀の夫人。愛称は「しよちゃん」。和歌山県日高郡南部川村（現・みなべ町）出身。落語家の桂りょうばは長男、ミュージシャンのCUTTは次男。

## 来歴
桶屋を営む家庭に7人きょうだいの4番目として生まれる。父親は浪曲好きで自身も愛好するようになり、1961年に中学校を卒業すると大阪の浪曲師の元で住み込み修業をした。しかし本業は薬局という浪曲師の元で店の手伝いをさせられ、病を得て2年で帰郷した。
1964年に女性浪曲漫才トリオ「ジョウサンズ」のメインを務める日吉川秋水嬢に入門し、師匠の身の回りの世話の傍らアコーディオンを習う。翌1965年（昭和40年）に「ジョウサンズ」に日吉川良子の名でアコーディオン担当として参加する。これは脱退した日吉川スミ子の穴埋めであった。
1970年（昭和45年）10月に2代目桂枝雀（当時:桂小米）と結婚する。出会ってから約1年あまりでの結婚だった。結婚後も「ジョウサンズ」の活動を続けたが、懐妊が判明したため、1971年（昭和46年）8月に引退、1972年に長男を出産する。
家庭に入ってから、寄席三味線の池中スエに寄席三味線を習う、スエの没後は桑原ふみ子に師事、夫・枝雀の連れ下座としてお囃子に専念する。結婚に際して枝雀から「私の奥さんにはならなくてもいいから、噺家の奥さんになってくれ」と言われ、三味線を習ったのはそれが理由だった。
枝雀死後も米朝一門の立三味線としてお囃子中心に活動したが、2012年（平成24年）7月8日の桂米團治独演会を最後に、第一線を退いた。
2024年5月19日、彦八まつりにゲスト出演。